# Amaranto (colore)
L'amaranto è un colore tra il rosso scarlatto e il cremisi (per certi versi accostabile al granata, ma più rossastro), tipico dei fiori dell'amaranto, pianta ornamentale del genere della famiglia delle Amarantacee (Amaranthus caudatus) con infiorescenze a spiga di colore rosso scuro, comunemente detta erba meraviglia.
L'amaranto è famoso per essere stato il colore associato alla famiglia dei Medici di Firenze ed è presente nelle palle del loro stemma su sfondo giallo.
Nello sport italiano è il colore ufficiale del Livorno e dello sport livornese in generale (Armando Picchi Calcio, Pallacanestro Libertas Livorno,  Baseball e softball Livorno, Etruschi Livorno). È anche il colore della squadra di calcio dell'Arezzo. 
Per storia e per tradizione è da sempre usato nella città di Reggio Calabria, costituendone un elemento tipico; con il passare degli anni è divenuto anche il colore ufficiale dello sport reggino (es. Reggina, Reggio Calcio a 5, Polisportiva Pro Reggina 97 ecc.). È inoltre (insieme al celeste) il colore della città di Rieti e delle sue squadre sportive.
È, alternativamente al bianco, il colore tipico, in Italia, delle facoltà universitarie di lettere, filosofia, teologia, magistero e simili. A Bologna è il colore della facoltà di lingue, mentre a Milano della facoltà di medicina veterinaria.
È, inoltre, il colore associato a uno dei corpi della Marina Militare Italiana. In particolare l'amaranto è il colore associato al corpo del Genio Navale; viene impiegato per il panno distintivo posto sotto le strisce dorate dei gradi indossati.
In occasione del Gran Premio della Toscana di Formula 1, la Ferrari SF1000 ha adottato un inedito rosso amaranto.
Amaranto è il colore del basco della Brigata Paracadutisti Folgore.